# Frode

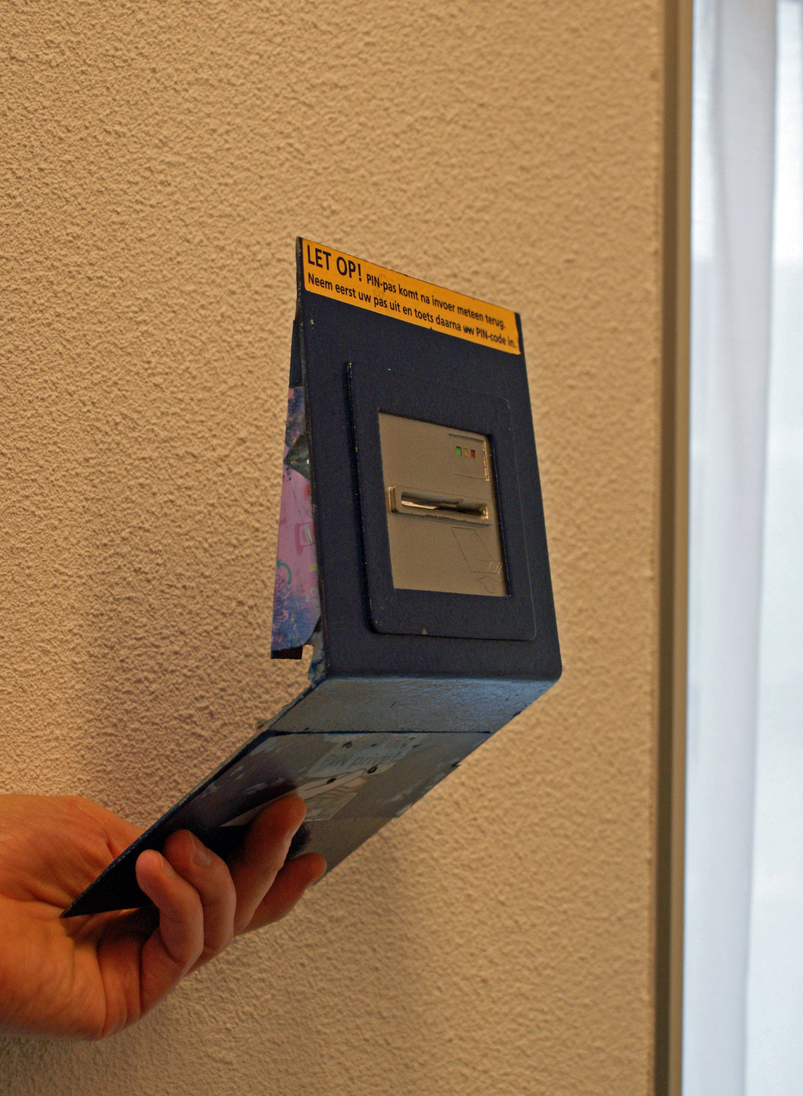
Sportello bancario fasullo usato per compiere delle frodi.

La frode o truffa è un comportamento consistente in artifizi o raggiri per indurre altre persone in errore al fine di conseguire illeciti profitti.

## Analisi
Si ritiene che il termine derivi dal francese truffe (tartufo, nonostante il termine francese corrente per truffa sia escroquerie), in quanto già nell'antichità il prezioso tubero veniva usato per ingannare ignare e golose vittime; secondo l'etimologia, è anche probabile che l'espressione "tartufo" fosse la stessa di "tubero", secondo l'accezione di persona poco sveglia o sciocca. In diritto penale si esplicita in diverse fattispecie tipiche, fra le quali il reato di truffa. Nel diritto anglosassone si parla di "false rappresentazioni", così come, diversamente dall'Italia, in altri diritti oggettivi (austriaco e tedesco, ad esempio) l'errore può essere già presente nella mente della vittima.

## Tipologia
La tipologia di tale reato è molto variegata, ad esempio comprende:
- Frode alimentare
- Frode aziendale
- Frode informatica
- Frode fiscale
- Scam
- Truffa alla nigeriana